# Sindanggalih (Karangpawitan)
Sindanggalih is een bestuurslaag in het regentschap Garut van de provincie West-Java, Indonesië. Sindanggalih telt 7471 inwoners (volkstelling 2010).